# Товарищество Г. Ландрин
Товарищество Г. Ландрин — российское товарищество, владевшее кондитерской фабрикой в Санкт-Петербурге; Поставщик Двора Его Императорского Величества (1880).
Адреса: пр. Большой Сампсониевский, 77; пр. 1-й Муринский, 7; пр. Римского-Корсакова 5-7, 9.

## История
В 1848 году  Георг Ландрин открыл в Петербурге мастерскую по производству леденцовой карамели на Екатерингофском проспекте 9. Рядом,  в  зданиях  5 и 7 располагались административные и жилые корпуса.  В 1864 году Георгом Матвеевичем Ландрином была основана кондитерская фирма «Георг Ландрин» в виде фабрики на том же Екатерингофском проспекте (ныне проспект Римского-Корсакова) и кондитерского магазина на Невском проспекте. Выпускал он разноцветные леденцы россыпью и в жестяных коробках. Его карамели стали так популярны, что народ начал их называть «ландри́н». На Парижской выставке в 1869 года его продукция под маркой «Георг Ландри́н» получила Гран-при, что дало возможным отправлять заказы за границу.

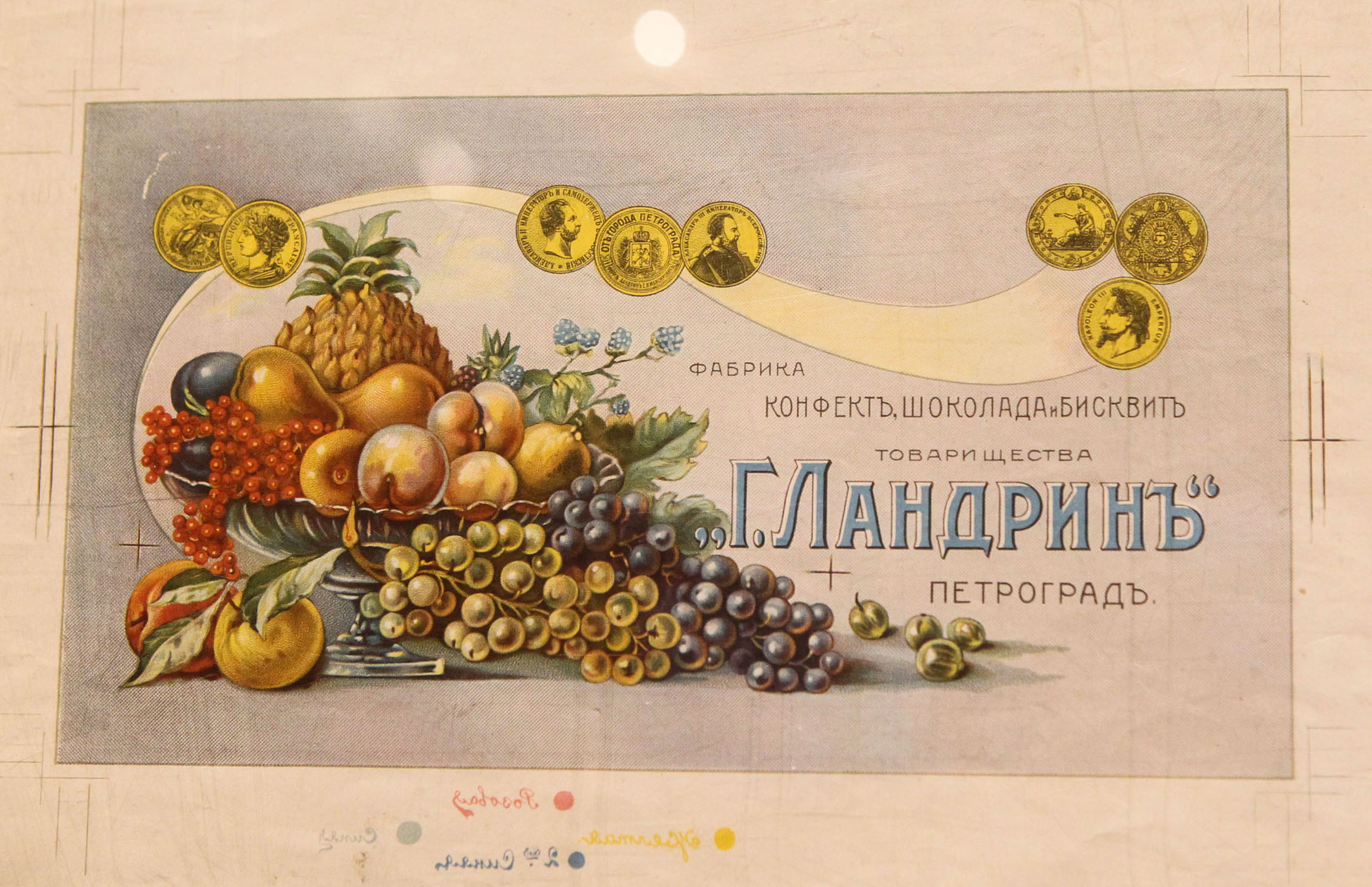
Награды Товарищества Г. Ландрин

В 1882 году фабрика получила награду на Всероссийской художественно-промышленной выставке как крупный отечественный производитель и экспортёр. Но в этом же году купец 1-й гильдии и почётный гражданин Санкт-Петербурга Георг Ландрин умер, и его дело продолжила вдова — немка, купчиха 1-й гильдии Евдокия Ивановна Петерс-Ландрина-Максимович (фамилию Максимович получила в новом замужестве). После её смерти в апреле 1903 года предприятие наследовал её муж Валентин Александрович Максимович, который в 1910 году вместе с подданным Великобритании Карлом Гейдом преобразовали торговую фирму «Георг Ландрин» в «Товарищество на паях Г. Ландрин». После смерти В. А. Максимовича его долю в Товариществе наследовали его братья и сестра.
После Октябрьской революции кондитерское предприятие было национализировано и включено в систему Ленпищепрома. После Гражданской войны, в 1922 году фабрика получила название «3-я Государственная конфетная фабрика Ландрина» и была передана в аренду частным предпринимателям (владельцы А. Е. и Р. А. Боярские, М. А. Миньковский). В 1928 году здесь уже находилась 1-я конфектно-шоколадная фабрика ЛСПО (Ленинградский совет потребительских обществ), с 1932 года — 3-я Государственная конфетно-шоколадная фабрика. С 1935 года — 6-я государственная конфектно-шоколадная фабрика (находилась в ведении Ленпищетреста), которой было присвоено имя А. И. Микояна.
В годы Великой Отечественной войны на протяжении всей блокады фабрика продолжала работать, выпуская для нужд фронта и блокадного города пищевые концентраты, овощной джем, кондитерские изделия и белковые дрожжи; в ней были созданы цеха боеприпасов и фармацевтических препаратов. В 1965 году — фабрика стала головным предприятием объединения «Ленкондпром», в которое вошли кондитерские фабрики им. К. Самойловой, им. Н. Крупской, Выборгская и Боровичская, где вырабатывалось 468 сортов кондитерских изделий. Затем в здании Товарищества Г. Ландрин располагались: Кондитерская фабрика им. Самойловой (карамельно-дражейный цех) и ФЗУ фабрики, Школа фабрично-заводского ученичества Ленинградского производственного объединения кондитерской промышленности «Ленкондпром» (1973 год).
В 1980-е годы был создан «Ленагропром», в результате чего ранее объединённые кондитерский фабрики приобрели самостоятельность. Бывшая фабрика А. И. Микояна получила название «Ордена Октябрьской революции Первый кондитерский комбинат». В 1989 году в результате переговоров с представителями компании «Чупа-Чупс», было создано совместное производство, в дальнейшем преобразованное в совместное акционерное общество «Нева − Чупа-Чупс», где одним из учредителей являлся Первый кондитерский комбинат. После распада СССР, в 1992 году, по инициативе трудового коллектива Первый кондитерский комбинат был акционирован и получил новое имя — АОЗТ «Первый кондитерский комбинат − Азарт».

## Интересные факты
- В среде кинематографистов с лёгкой руки литературоведа Виктора Шкловского возник термин «ландрин», который охарактеризовал первые цветные кадры, снятые в СССР. Шкловский имел в виду дореволюционную фабрику по производству разноцветных леденцов «Ландрин»[6].

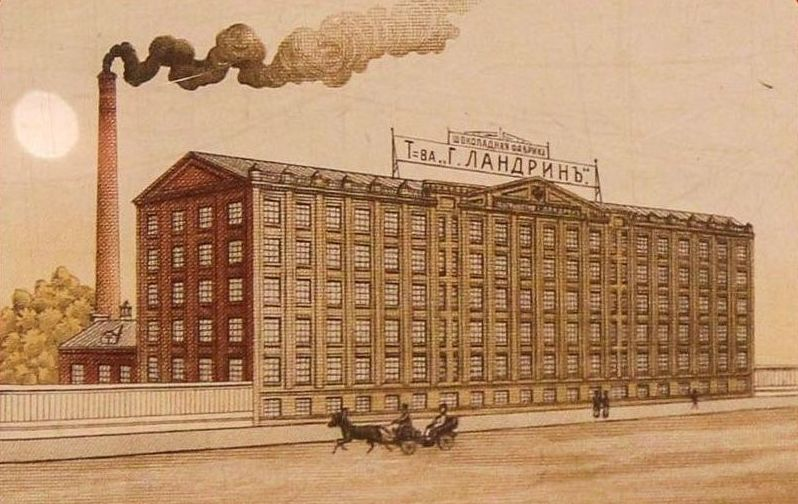
Изображение здания фабрики Товарищества Г. Ландрин

- В Российской Федерации 2 декабря 2016 года была зарегистрирована официальная торговая марка «ГЕОРГ ЛАНДРИНЪ» с идентификационным номером 597359 — сведения о владельце, дате регистрации, сроке действия исключительного права, адрес для переписки[7]. На логотипе торговой марки — стилизованное изображение здания фабрики.
- Здание кондитерской фабрики, возведенное вместе с кирпичной дымовой трубой по проекту гражданского инженера Льва Серка, представляет собой исторический корпус из красного кирпича с элементами в стиле модерн, периода 1911—1913 годов. Обе постройки в 2019 году были включены в перечень объектов культурного наследия регионального значения (в составе: Производственное здание Кондитерского товарищества «Георг Ландрин» и Труба заводская − Распоряжение КГИОП от 26.04.2019 № 224-р). Исторический корпус станет первым в Санкт-Петербурге опытом создания аутентичного лофта в составе жилого проекта «Георг Ландрин»[8].